# بور مكينتوش
بور مكينتوش (بالإنجليزية: Burr McIntosh)‏ هو مصور وممثل أمريكي، ولد في 21 أغسطس 1862 في الولايات المتحدة، وتوفي في 28 أبريل 1942 بهوليوود في الولايات المتحدة بسبب نوبة قلبية.

## وصلات خارجية
- بور مكينتوش على موقع IMDb (الإنجليزية)
- بور مكينتوش على موقع ألو سيني (الفرنسية)
- بور مكينتوش على موقع أول موفي (الإنجليزية)
- بور مكينتوش على موقع قاعدة بيانات برودواي على الإنترنت (الإنجليزية)
- بور مكينتوش على موقع قاعدة بيانات الأفلام السويدية (السويدية)
- بور مكينتوش على موقع قاعدة بيانات الفيلم (الإنجليزية)
- بور مكينتوش على موقع كينوبويسك (الروسية)